# Distretto di Panchmahal
Il distretto di Panchmahal è un distretto del Gujarat, in India, di 2 024 883 abitanti. Il suo capoluogo è Godhra.